# Górak płowogardły
Górak płowogardły (Tetraophasis szechenyii) – gatunek ptaka z rodziny kurowatych (Phasianidae), zamieszkujący wschodnie Himalaje i wschodni Tybet. Nie wyróżnia się podgatunków.

## Morfologia
Długość ciała około 50 cm. Od podobnego góraka rudogardłego (za którego podgatunek bywał niekiedy uznawany) różni się jasnopłową plamą na podgardlu i przodzie szyi, szarym kuprem i pokrywami nadogonowymi oraz rudo nakrapianym spodem ciała. Samica podobna do samca, ale nieco mniejsza i pozbawiona ostróg. Młode osobniki czarno i brązowo nakrapiane z wierzchu.

## Występowanie
Wschodnie Himalaje i wschodni Tybet, od skrajnie północno-wschodnich Indii do południowo-środkowych Chin (prowincje Syczuan i Junnan). Lasy iglaste, zarośla rododendronów i skaliste wąwozy w strefie alpejskiej, 3300 do 4600 m n.p.m.

## Status
Międzynarodowa Unia Ochrony Przyrody (IUCN) od 2000 roku uznaje góraka płowogardłego za gatunek najmniejszej troski (LC – least concern); wcześniej (od 1988 roku) miał on status „bliski zagrożenia” (NT – near threatened). Ptak ten opisywany jest jako rzadki, a w Indiach bardzo rzadki i lokalny. Trend liczebności populacji nie jest znany.